# 290 a. C.
El año 290 a. C. fue un año del calendario romano prejuliano. En el Imperio romano se conocía como el Año 464 Ab urbe condita. 

## Acontecimientos
- Final de la tercera guerra samnita: Roma impone su dominio sobre los samnitas, dominando así toda Italia central.
- Para conmemorar la victoria que la ciudad obtuvo sobre las tropas macedonias, los habitantes de Rodas inauguran una estatua de 35 metros de altura que representa al dios Helios y que se conocerá como el Coloso de Rodas. Su autor es el escultor Cares.[1]

## Fallecimientos
- Onesícrito
- Zhuangzi, filósofo chino (n. 369 a. C.)